# Шангин, Мстислав Антонинович
Мстислав Антонинович Шангин (4 февраля 1896, Иркутск — 1942, Махачкала) — советский византинист, палеограф.

## Биография
М. А. Шангин родился в Иркутске 4 февраля 1896 года в семье действительного статского советника Антонина Васильевича Шангина, директора Санкт-Петербургского императора Николая I Технологического института. Жена Антонина Васильевича – Мария Ивановна, дочь коллежского секретаря Казарина. У Мстислава было 10 братьев и сестер, среди них русский военный лётчик, герой Первой мировой войны Игорь Антонинович Шангин, корнет лейб-гвардии Кирасирский Е.В.Г.И. Марии Федоровны полка Владимир Антонинович Шангин , профессор Смоленского мединститута, доктор медицинских наук Людмила Антониновна Шангина. По окончании Иркутской классической гимназии поступил на историко-филологический факультет Петроградского университета, закончил его в 1918 году по разряду древних языков под руководством Ф. И. Успенского. Далее Шангин два года работал преподавателем в губернской мужской гимназии Иркутска. В 1922 получил звание магистра классической филологии и перешел на работу в Иркутский университет.
В связи с научными интересами Шангин не терял связи с Ленинградом. В январе 1925 года защитил диссертацию, посвященную сочинениям Гимерия, а осенью того же года стал научным сотрудником Института сравнительной истории литературы и языков Запада и Востока (ИЛЯЗВ) при Ленинградском университете. В 1927 года он был избран приват-доцентом ЛГУ и читал курс греческой палеографии. С 23 декабря 1927 года по 1 ноября 1931 года работал библиотекарем Отдела рукописей БАН. Там он занялся изучением греческих и латинских рукописей из различных ленинградских собраний, со временем став одним из лучших знатоков греческих рукописей в России. С мая по август 1926 года занимался в библиотеках Ватикана и Парижа. С 1928 по 1936 год сотрудничал с Институтом истории науки и техники АН СССР (ИИНТ), продолжая преподавать в университете. 14 ноября 1930 года на основании показаний С. Ф. Платонова был арестован по «Академическому делу». 18 ноября был уволен из БАН «по сокращению штатов» с 1 ноября 1930 года. 10 февраля 1931 года был приговорен к 10 годам исправительно-трудовых лагерей с конфискацией имущества по ст. 58-11 УК РСФСР и отправлен в Соловецкий лагерь особого назначения в город Кемь. Постановлением Президиума ЦИК СССР от 19 марта 1932 года ученый освобожден из лагеря с лишением на три года права проживания в 12 пунктах, в 1989 году реабилитирован. После освобождения Шангин не имел постоянного места работы, некоторое время жил в Тамбове.
Шангин вернулся в Ленинград в 1936 году, после чего был уволен из ИИНТ. До апреля 1936 года не имел постоянного места работы, пока Наркомпрос РСФСР не командировал его в Херсонесский музей. В Херсонесе Мстислав Антонинович год занимался активной научно-исследовательской работой в фондах музея: в связи с отсутствием в музеях Крыма греческих рукописей, инвентаризировал эпиграфические памятники, курировал экскурсоводов и музейную библиотеку, комплектуя её необходимыми для научной работы книгами, стал ученым секретарем музея. В феврале-марте следующего года был в научной командировке в Историческом музее в Москве и в Публичной Библиотеке в Ленинграде. С середины 1937 года жил в Ленинграде, занимаясь, согласно автобиографии учёного, «специальными работами», «работал по специальным темам» в Институте истории Академии наук — «греко-русские отношения, византийская политика на окраинах, политическая история Византии X в. и неизданные византийские материалы из собраний СССР». В январе 1939 года второй раз пытался получить степень доктора наук без защиты диссертации, получил отказ с присвоением ученой степени кандидата филологических наук. Весной 1941 года защитил в Институте мировой литературы АН СССР в Москве докторскую диссертацию по теме «Византийское книжное письмо». Умер в эвакуации в Махачкале.
Главным достижением М. А. Шангина в области палеологии является подготовленный им XII том Каталога астрологических рукописей русских собраний, завершивший международный проект Catalogus Codicum Astrologorum Graecorum, начатый в 1898 году по инициативе Франца Кюмона.
М. А. Шангин был женат на А. Ф. Вишняковой. 29 декабря 1937 года у них родилась дочь Татьяна Мстиславовна Шангина (29.12.1937-06.12.2020)